# 佳能 EOS 6D
佳能 EOS 6D是佳能推出的一款2020万像素的全画幅CMOS数码单镜反光相机，于2012年9月17日透露、同年12月正式发布。机身预计价格为2,099.00美元。
除了单独以机身方式贩售，该型号相机还和佳能 EF 24-105mm f/4L IS USM镜头组成套机发售，价格为2,899.00美元。